# Octubre
Octubre é um filme de drama peruano de 2010 dirigido e escrito por Daniel Vega Vidal e Diego Vega Vidal. Foi selecionado como representante do Peru à edição do Oscar 2011, organizada pela Academia de Artes e Ciências Cinematográficas.

## Elenco
- Bruno Odar - Clemente
- Gabriela Velásquez - Sofía
- Carlos Gassols - Don Fico
- María Carbajal
- Víctor Prada
- Sofía Palacios
- Norma Francisca Villarreal
- Humberta Trujillo